# Валерия (съпруга на Сула)
Вижте пояснителната страница за други личности с името Валерия.
Валерия (на латински: Valeria) е четвъртата съпруга на римския диктатор Луций Корнелий Сула.
Валерия е дъщеря на Валерий Месала и сестра на Марк Валерий Месала Руф, който е консул през 53 пр.н.е. Тя е племеничка на оратора Квинт Хортензий.
Според Плутарх тя е изключително красива и се развежда с първия си съпруг, за да се омъжи за Сула. Двамата се запознават по време на гладиаторски игри в Рим и се женят малко след това. Когато Сула умира през 78 пр.н.е. тя е бременна и ражда след няколко месеца Корнелия Постума.